# Warren Clarke
Warren Clarke (eigentlich Alan James Clarke; * 26. April 1947 in Oldham, Lancashire; † 12. November 2014 in London) war ein britischer Schauspieler.

## Leben
Clarke verließ die Schule mit 15 Jahren und begann, als Botenjunge bei den Manchester Evening News zu arbeiten. Mit dem Wunsch später Berufsschauspieler zu werden, betätigte er sich zunächst im Amateurtheater und trat in Huddersfield und im Liverpool Playhouse auf. Seit seinen ersten professionellen Auftritten als Schauspieler 1965 in den britischen Fernsehserien Pardon the Expression und Coronation Street wirkte Warren Clarke in insgesamt 126 Filmen und Fernsehproduktionen mit, beispielsweise 1971 als Dim in Uhrwerk Orange, 1979 in S.O.S. Titanic, 1981 in Masada, 1989 in Crusoe, 1995 in Die Bibel – Josef und Undercover sowie 2000 in Greenfingers – Harte Jungs und zarte Triebe. Bis Ende der 1970er Jahre war Clarke weiterhin noch als Theaterschauspieler tätig, konzentrierte sich danach aber ganz auf Film- und Fernsehrollen.
Deutsche Fernsehzuschauer konnten ihn auch in Folgen von Mit Schirm, Charme und Melone (1968), Die Füchse (1975), Die Onedin-Linie (1978), Die unglaublichen Geschichten von Roald Dahl (1981), Sherlock Holmes muß sterben (1990), Der Doktor und das liebe Vieh (1990), Inspector Barnaby (2011) oder Über kurz oder lang (2001) sehen. In Großbritannien erreichte die Kriminalserie Dalziel and Pascoe Kultstatus, in der er von 1996 bis 2007 die Titelrolle des Detective Superintendent Andy Dalziel spielte. Seit 2000 fungierte er hier auch hinter der Kamera als Produktionsberater und bei zwei Folgen führte er Regie. Größere Projekte seither waren 2008 die in Nordirland gedrehte, sechsteilige Serie The Invisibles und 2009 der Dreiteiler Yorkshire Killer. 2011 war er einer der Hauptakteure in der aus sechs Folgen bestehenden Situationskomödie In with the Flynns.
Clarke lebte in Buckinghamshire und war leidenschaftlicher Golfer und Fan des Fußballvereins Manchester City FC. Mit seiner zweiten Ehefrau Frau Michèle, die er 1987 heiratete, hatte er eine Tochter, Georgia Mabel (* 1998). Sein Sohn Rowan (* 1971) stammt aus seiner ersten Ehe.
Seine letzte Rolle war die des Charles Poldark in der Fernsehserie Poldark. Er starb am 12. November 2014 nach kurzer Krankheit im Alter von 67 Jahren in London.

## Filmografie (Auswahl)
- 1965–1968: Coronation Street (Fernsehserie, 6 Folgen)
- 1968: Mit Schirm, Charme und Melone (The Avengers, Fernsehserie, 1 Folge)
- 1970: Callan (Fernsehserie, 1 Folge)
- 1971: Uhrwerk Orange (A Clockwork Orange)
- 1973: Task Force Police (Softly Softly: Task Force, Fernsehserie, 4 Folgen)
- 1975: Die Füchse (The Sweeney, Fernsehserie, 1 Folge)
- 1978: Task Force Police (Z-Cars, Fernsehserie, 1 Folge)
- 1978: Die Onedin-Linie (The Onedin Line, Fernsehserie, 8 Folgen)
- 1979: S.O.S. Titanic
- 1981: Masada
- 1981–1985: Jim Bergerac ermittelt (Bergerac, Fernsehserie, 2 Folgen)
- 1982: Der Aufpasser (Minder, Fernsehserie, 1 Folge)
- 1982: Enigma
- 1982: Firefox
- 1984: Top Secret!
- 1987: Ishtar
- 1989: Crusoe
- 1990: Der Doktor und das liebe Vieh (All Creatures Great and Small, Fernsehserie, 1 Folge)
- 1995: Die Bibel – Josef (Joseph)
- 1995: Undercover (I.D.)
- 2000: Greenfingers – Harte Jungs und zarte Triebe (Greenfingers)
- 2001: Über kurz oder lang (Blow Dry)
- 2005: Bleak House (Fernsehserie, 5 Folgen)
- 2009: Agatha Christie’s Marple (Fernsehserie, 1 Folge)
- 2010: George Gently – Der Unbestechliche (Inspector George Gently, Fernsehserie, 1 Folge)
- 2010: Lewis – Der Oxford Krimi (Lewis, Fernsehserie, 1 Folge)
- 2011: Inspector Barnaby (Midsomer Murders, Fernsehserie, 1 Folge)
- 2013: Call the Midwife – Ruf des Lebens (Call the Midwife, Fernsehserie, 1 Folge)
- 2015: Poldark (Fernsehserie, 2 Folgen)